# Rauenberg
Rauenberg è un comune tedesco di 7 546 abitanti, situato nel land del Baden-Württemberg.